# Angra do Heroísmo
Angra do Heroísmo – historyczne miasto warowne i stolica portugalskiej wyspy Terceira w Regionie Autonomicznym Azorów, najstarsza i druga co do wielkości miejscowość archipelagu (po stołecznej Ponta Delgada) oraz stolica gminy o tej samej nazwie, o powierzchni 239 km², zamieszkanej przez 35 402 osoby (2011) i graniczącej od północy z gminą Praia da Vitória. Sam ośrodek liczy około 21,3 tys. mieszkańców (dane z 2001 roku). Burmistrzem miasta jest José Pedro Parreira Cardoso z Partii Socjalistycznej.
Najważniejszy port żeglugi transatlantyckiej w okresie świetności portugalskiego imperium kolonialnego, obowiązkowe miejsce postoju statków do czasu wynalezienia turbiny parowej w XIX wieku, siedziba założonej w 1534 diecezji Kościoła rzymskokatolickiego, wpisana w 1983 roku na listę światowego dziedzictwa UNESCO.

## Sołectwa gminy Angra do Heroísmo
Liczba ludności poszczególnych sołectw na podstawie narodowego spisu ludności (2011).
| - Altares – 901 mieszk. - Cinco Ribeiras – 704 - Doze Ribeiras – 513 - Feteira – 1 239 - Nossa Senhora da Conceição – 3 717 - Porto Judeu – 2 501 - Posto Santo – 1 048 - Raminho – 565 - Ribeirinha – 2 684 - Santa Bárbara – 1 274 | - Santa Luzia – 2 755 mieszk. - São Bartolomeu de Regatos – 1 983 - São Bento – 2 000 - São Mateus da Calheta – 3 757 - São Pedro – 3 460 - Sé – 955 - Serreta – 335 - Terra Chã – 2 915 - Vila de São Sebastião – 2 096 |

## Historia

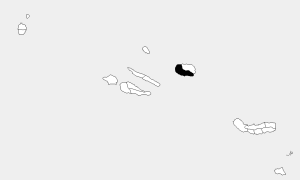
Położenie gminy na mapie Azorów.

Angra była pierwszą osadą, założoną przez Portugalczyków w 1478 roku na odkrytym kilkadziesiąt lat wcześniej archipelagu 9 wysp pochodzenia wulkanicznego. Miasto ma dogodne położenie na południowym, zawietrznym brzegu Terceiry, w sąsiedztwie dwóch naturalnych portów rozdzielonych górą Monte Brasil, na której mieści się Forteca Świętego Jana Chrzciciela (Fortaleza de São João Baptista), wybudowana z polecenia Filipa II, wspólnego króla hiszpańsko-portugalskiego w latach 1580–1598. Twierdza otoczona jest murem 4-kilometrowej długości, na którym znajdowało się niegdyś około 400 dział artyleryjskich, chroniących miasto przed częstymi atakami piratów. Angra to po portugalsku zatoka, natomiast człon Heroísmo (bohaterstwo, heroizm) został dodany do nazwy miejscowości w XIX wieku przez królową Marię II, która schroniła się tam w latach 1830–1833 przed swoim mężem Michałem I Uzurpatorem po odebraniu jej tronu i zaprowadzeniu przez niego w kraju absolutystycznych rządów terroru. W tej niewielkiej miejscowości znajduje się 9 murowanych klasztorów, w większości barokowych, o bogatym wystroju wnętrz wykorzystującym duże ilości brazylijskiego złota i drewna. Pomimo stopniowego upadku znaczenia portu, jaki obserwuje się od początku XX wieku, zabytkowe centrum miasta stanowi obecnie jedną z największych atrakcji turystycznych Azorów.

## Galeria

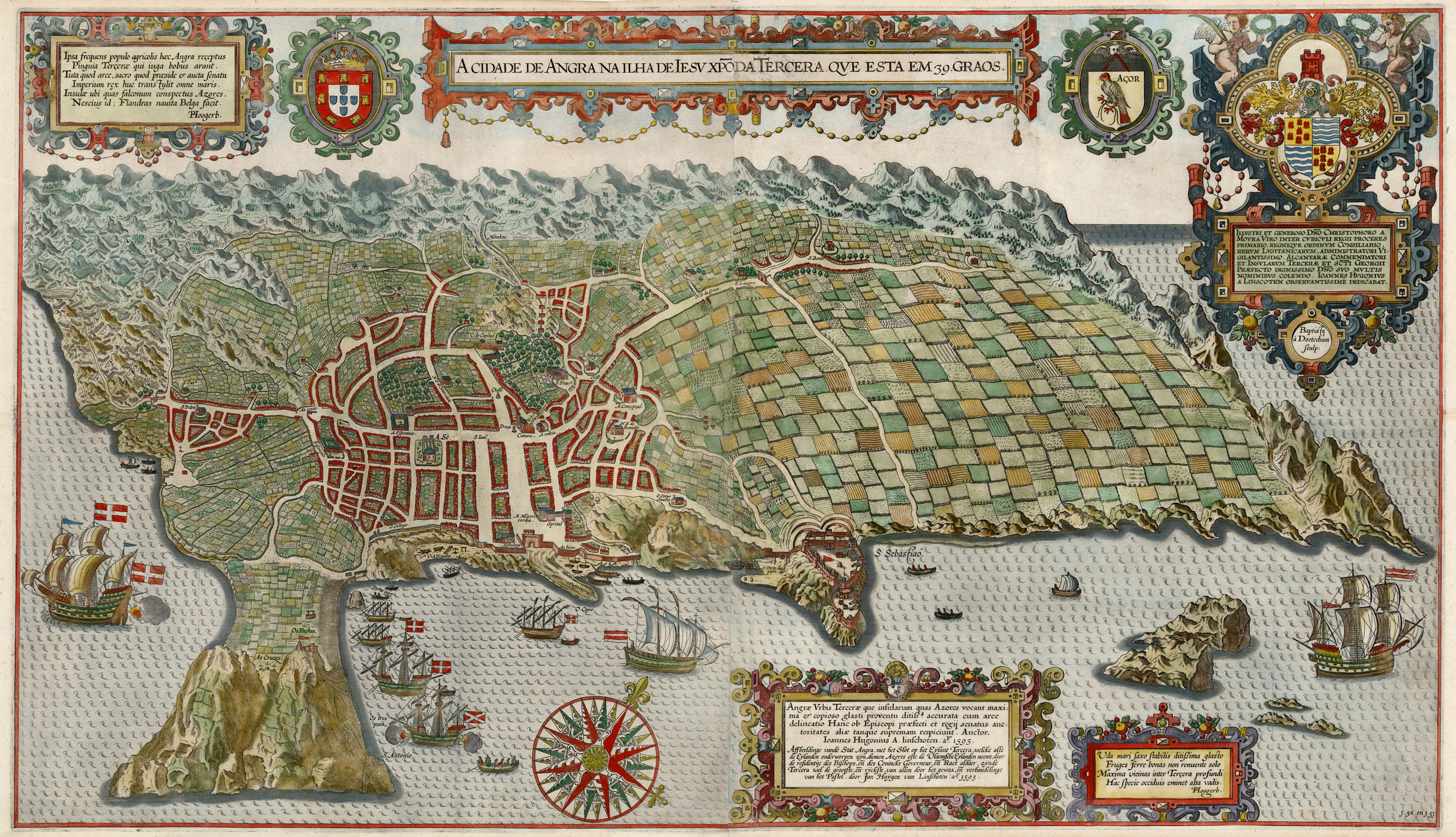
Miasto na rycinie Jana Huygen van Linschoten, XVI-wiecznego podróżnika holenderskiego.
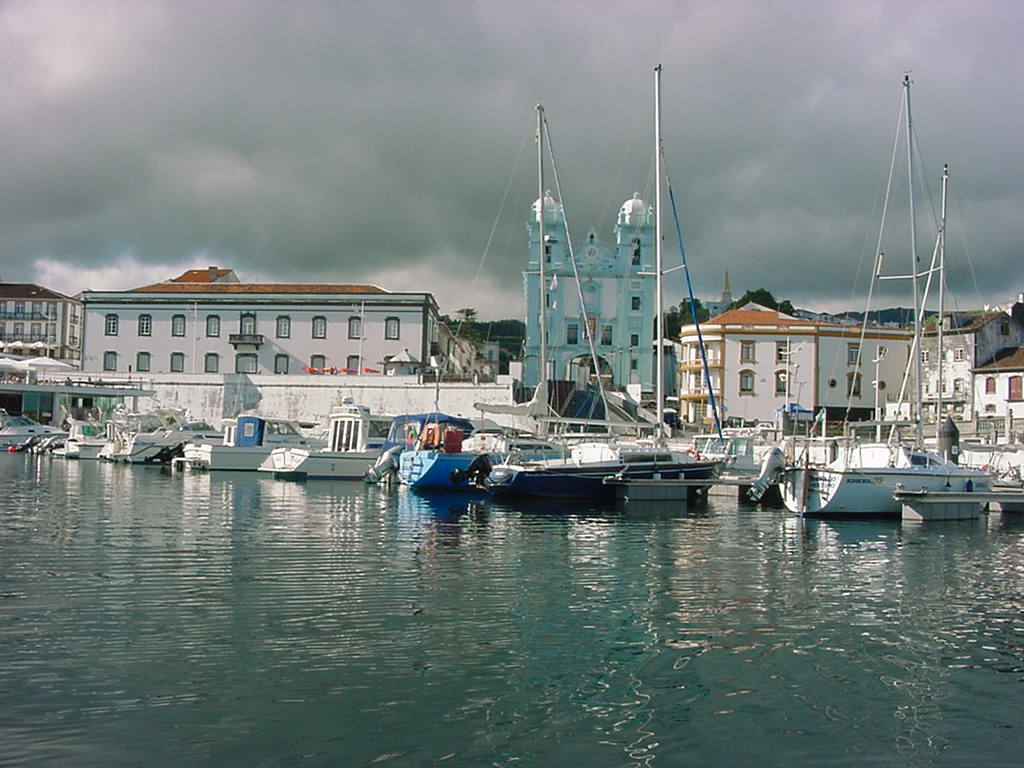
Nabrzeże w Angra.
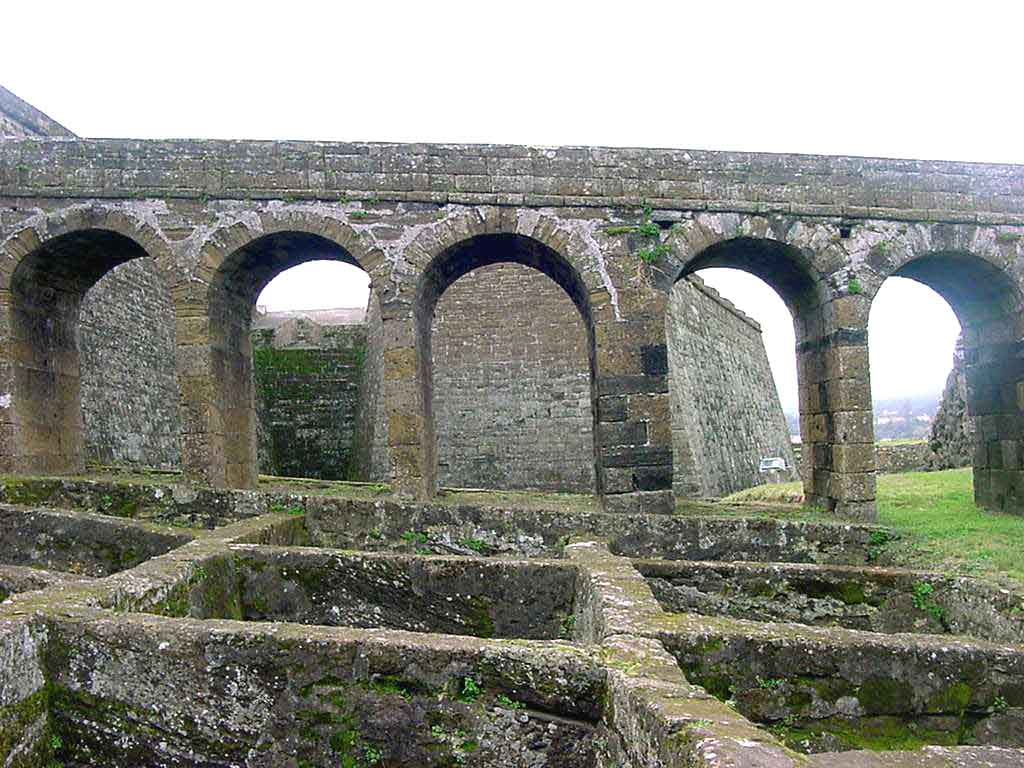
Forteca Świętego Jana Chrzciciela.
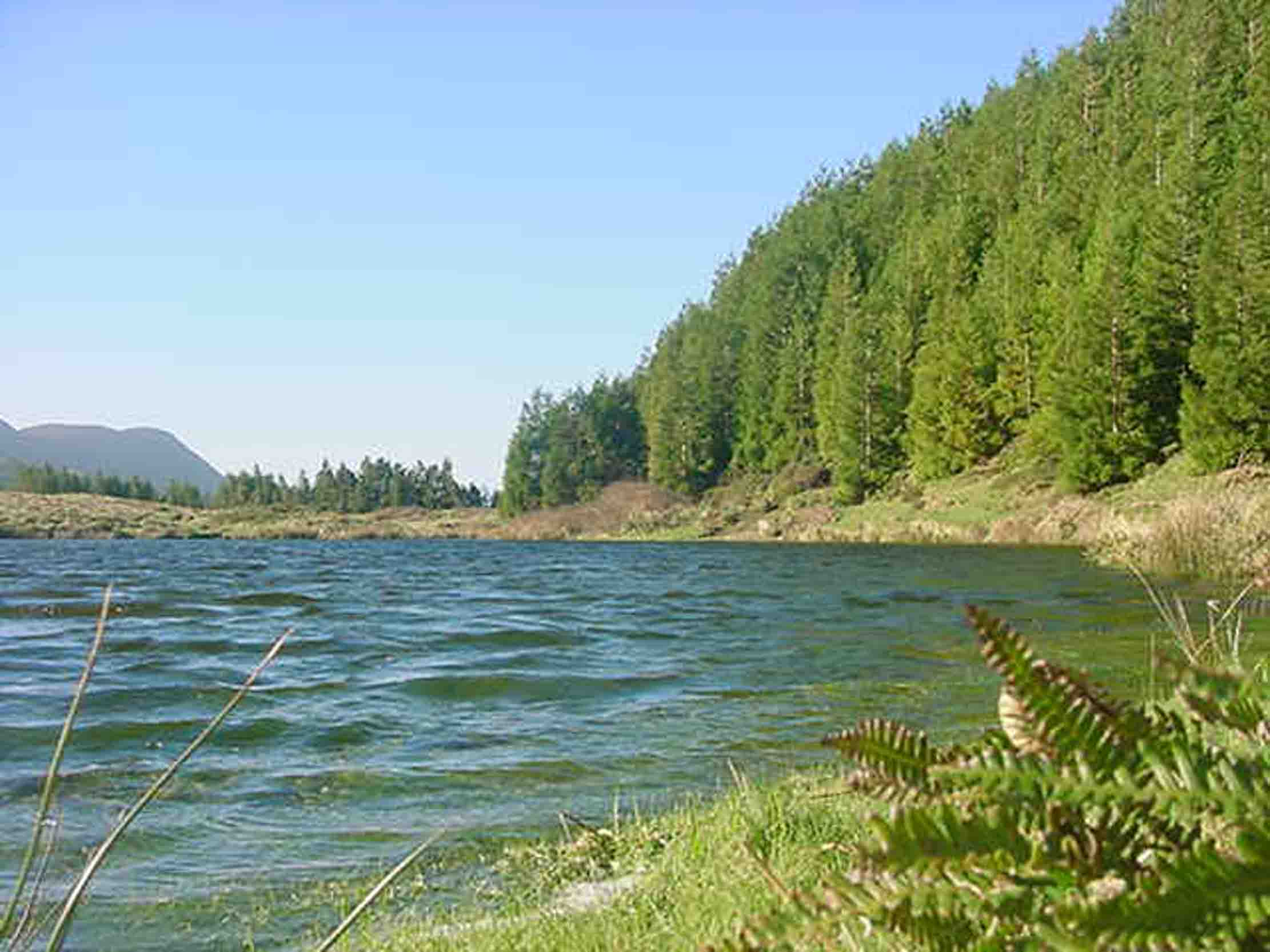
Czarny Staw (Lagoa do Negro), gmina Angra do Heroísmo.
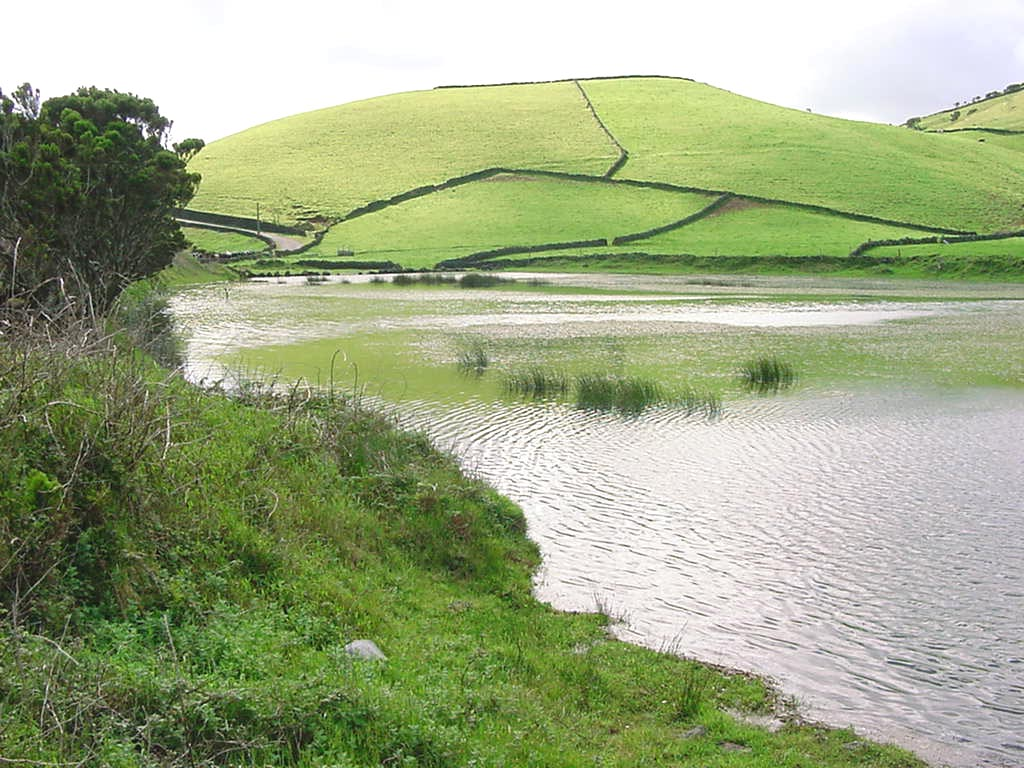
Krajobraz Terceiry (port. trzecia – wyspę odkryto jako trzecią w archipelagu).
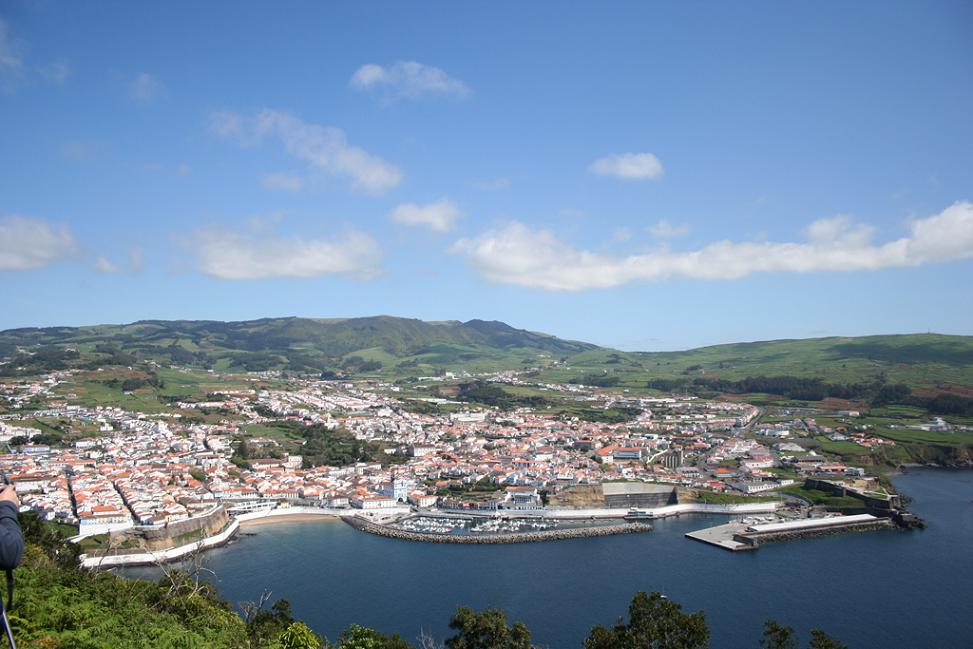
Widok ogólny z Monte do Brasil.
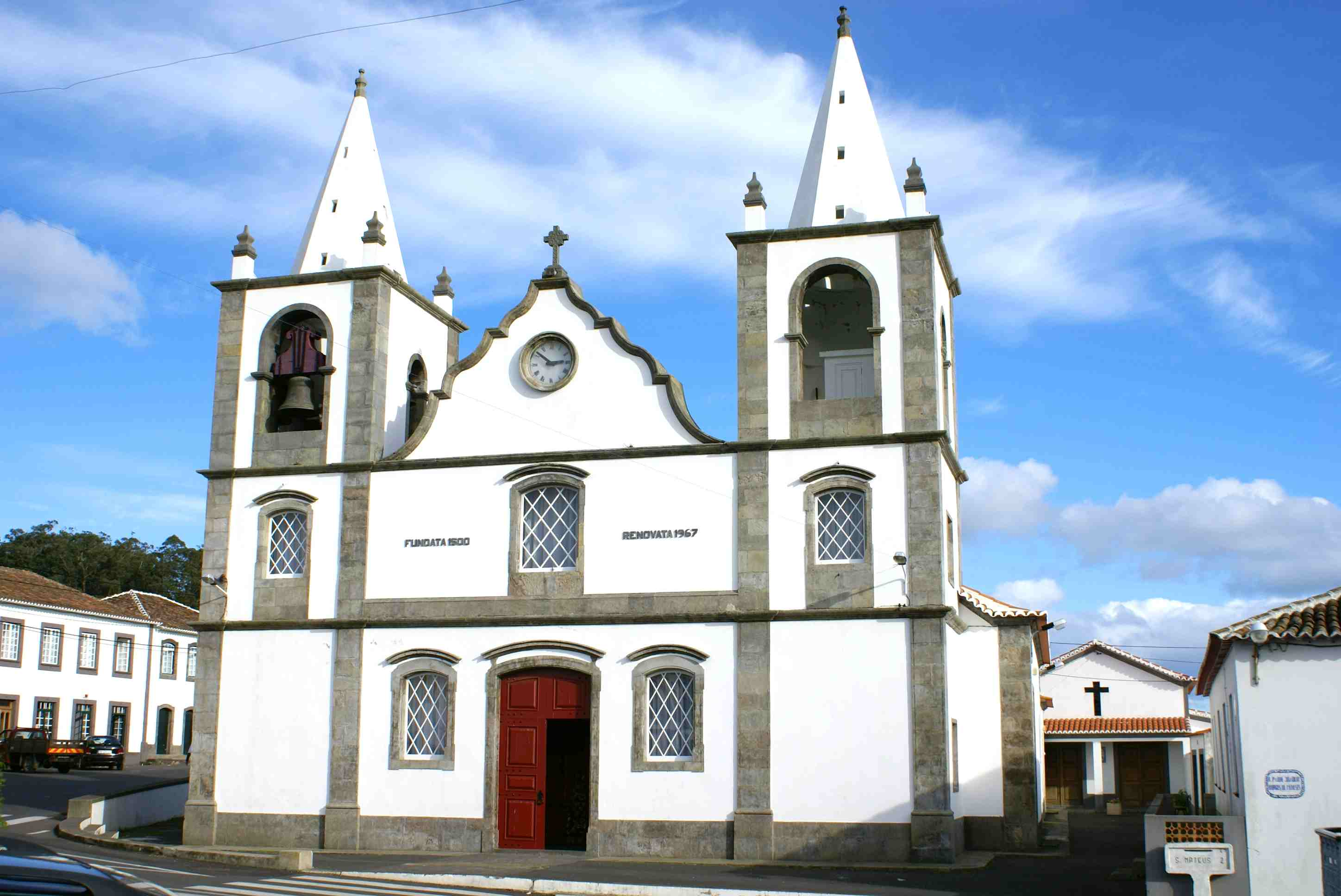
Fasada kościoła Świętego Bartłomieja (Igreja de São Bartolomeu).
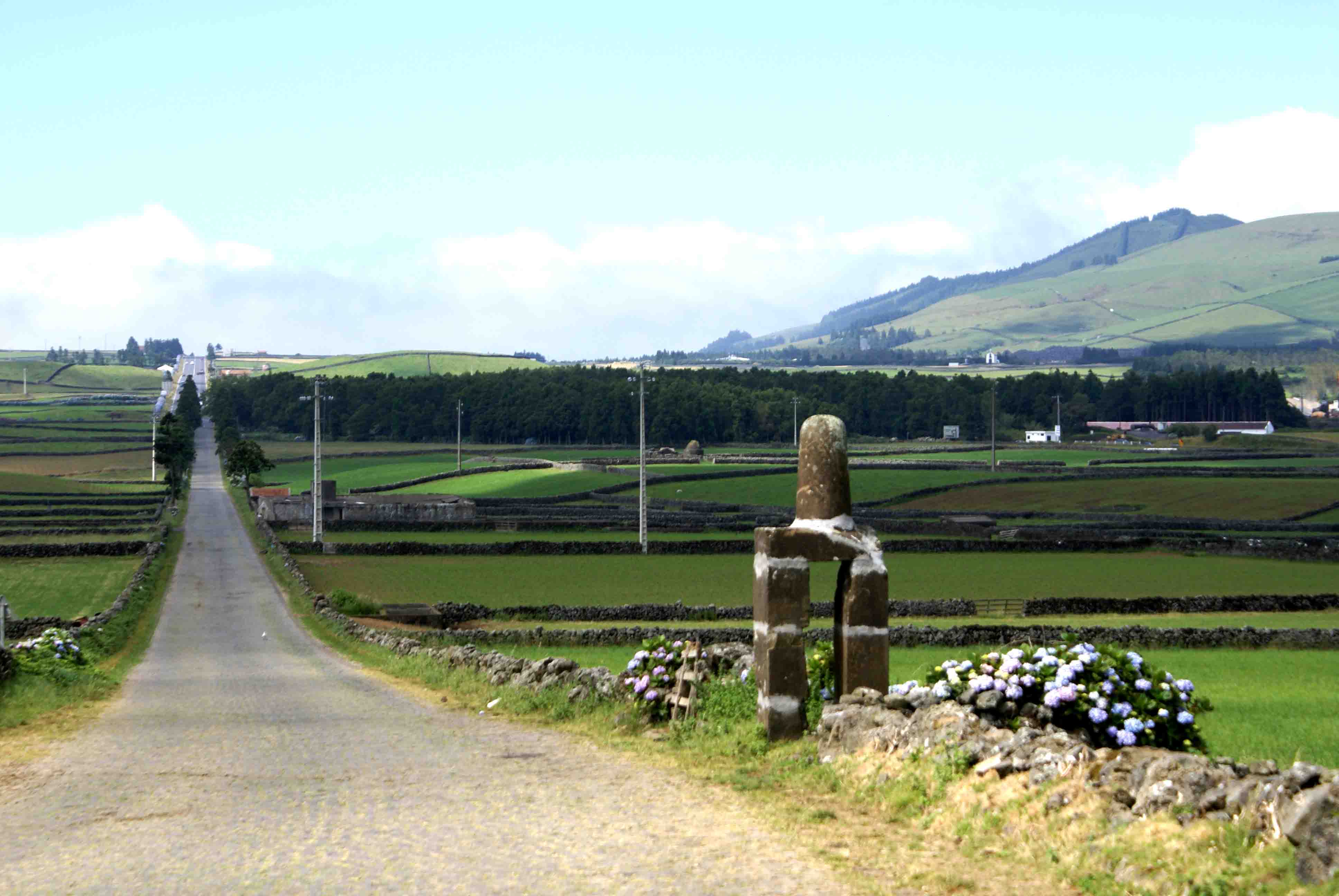
Wnętrze wyspy.

## Współpraca
- Salvador, Brazylia
- Gramado, Brazylia
- Évora, Portugalia
- Tulare, Stany Zjednoczone
- Gilroy, Stany Zjednoczone
- Taunton, Stany Zjednoczone